# Talsaklidin
Talsaklidin (WAL-2014) je neselektivni agonist muskarinskog acetilholinskog receptora koji deluje kao pun agonist na M1 podtipu, i kao parcijalni agonist na M2 i M3 podtipovima. On je bio u razvoju za lečenje Alchajmerove bolesti ali je pokazao samo umerenu do slabe efikastnosti na rezus majmunima i ljudima, respektivno. Moguće je da je to posledica niza od doze zavisnih nuspojava među kojima je povećana brzina srca i krvni pritisak, povišena salivacija, urinarna frekvencija i gorući osećaj nakon urinacije, povećana lakrimacija i nazalna sekrecija, abnormalna akomodacija, gorušica, uznemiren stomak kao i grčevi, mučnina, povraćanje, i dijareja, eksesivno znojenje, i palpitacija.